# It’s What You Value
It’s What You Value (englisch für „Es ist das, was Du schätzt“) ist ein Lied von George Harrison, das dieser 1976 für sein Soloalbum Thirty Three & 1/3 aufnahm und das im Mai 1977 als Single A-Seite ausgekoppelt wurde.

## Hintergrund

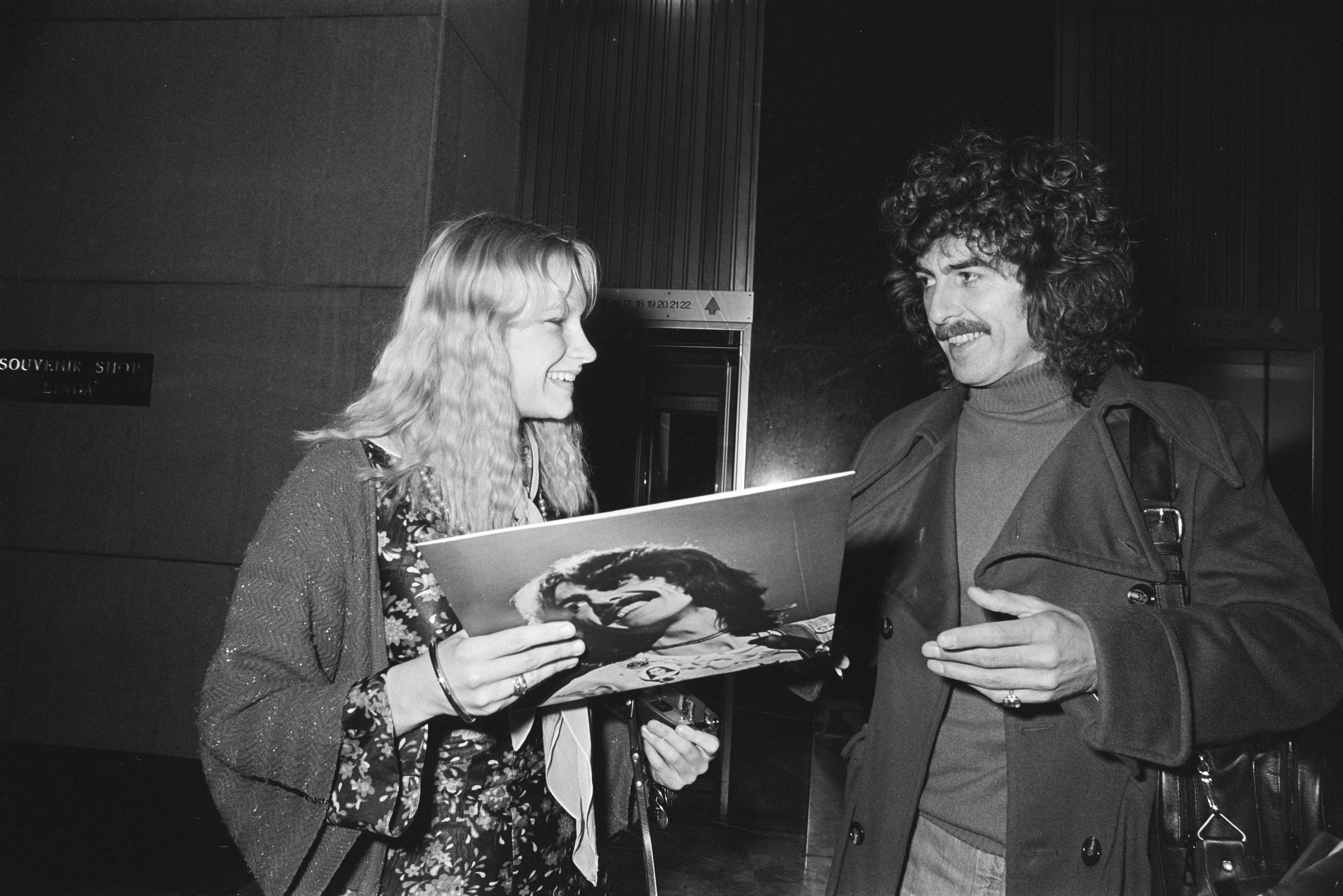
George Harrison vor dem Hilton Hotel Amsterdam, Februar 1977

It’s What You Value wurde von Jim Keltners Wunsch nach einem Mercedes 450 SL anstelle einer Bezahlung für Harrisons Nordamerika-Tournee 1974 inspiriert.

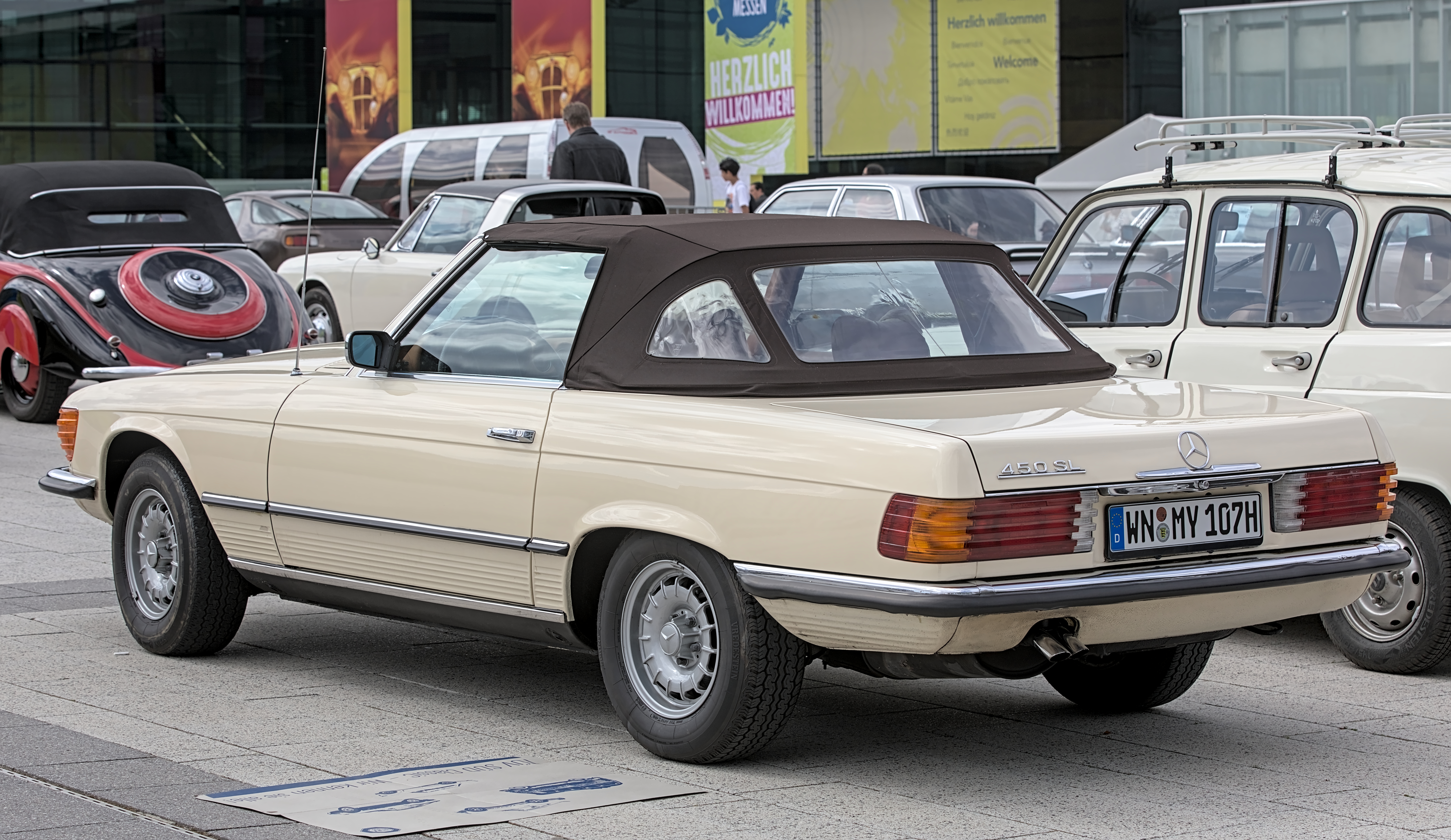
450 SL mit geschlossenem Verdeck

George Harrison schrieb in seinem Buch I Me Mine über das Lied: „Die Anspielung auf 'It's What You Value' entstand, weil auf der Tour '74 der Schlagzeuger – Jim Keltner – eigentlich mit Andy Newmark in der Band sein sollte, aber er machte in letzter Minute einen Rückzieher, so dass wir durch die Proben und in die erste Woche ohne Jim gingen. Ich rief die ganze Zeit an und bat ihn, zu kommen, und schließlich hatte ich alle Hindernisse überwunden und er sagte: ‚Okay, ich komme und mache es, aber ich will nicht dafür bezahlt werden‘ ... (Es waren noch sechs Wochen bis zum Start.) ‚Ich will nicht dafür bezahlt werden... aber ich habe es satt, diesen alten VW-Bus zu fahren.‘ Ich sagte: ‚Ich verstehe, willst du dann ein Auto?‘ Es stellte sich heraus, dass er einen Mercedes 450SL bekam, anstatt bezahlt zu werden, aber Monate später gab es ein bisschen Feedback von einigen der anderen in der Band, die sagten: ‚Nun, wie kommt es, dass er einen Mercedes bekommen hat und alles, was wir hatten, war Geld!‘“
Das Lied beginnt mit einer Anspielung auf den gewünschten Mercedes: „Jemand fährt einen 450er, und seine Freunde sind so wild.“ In dem Refrain folgt ein philosophischer Teil: „Aber ich habe herausgefunden, dass es ganz darauf ankommt, was du schätzt, bis dorthin, wo du bist. Alles hängt von dem Schmerz ab, den du durchgemacht hast, um dahin zu kommen, wo du bist.“ Am Ende des Liedes wird erwähnt, dass einer ein sechsrädriges Auto fährt. Dies ist eine Anspielung auf den sechsrädrigen Formel-1-Rennwagen Elf Tyrrell, der 1976/77 auf den Markt kam.

## Aufnahme
Die Aufnahmen für It’s What You Value fanden zwischen Mai und September 1976 in George Harrisons eigenem Friars Park Studio, Henley on Thames (F.P.S.H.O.T.), Oxfordshire statt.  Ausführende Produzenten des Liedes waren George Harrison und Tom Scott. Toningenieure waren Hank Cicalo, Kumar Shankar und Philipp McDonald.
Besetzung:
- George Harrison: Gesang, E-Gitarre, Kuhglocke, Tamburin
- Tom Scott: Saxophon
- Richard Tee: Klavier
- Emil Richards: Marimba
- Willie Weeks: Bassgitarre
- Alvin Taylor: Schlagzeug

## Veröffentlichung
- Am 19. November 1976 erschien in Großbritannien und am 22. November in den USA das Album Thirty Three & 1/3 auf dem sich auch It’s What You Value befindet.
- It’s What You Value / Woman Don’t You Cry for Me erschien am 31. Mai 1977 ausschließlich in Großbritannien.[2] Die Singleversion von It’s What You Value wurde gekürzt.  Es ist die dritte Singleauskopplung aus dem Album Thirty Three & 1/3 in Großbritannien.

## Chartplatzierungen
Die Single konnte sich nicht in den britischen Single-Charts platzieren.

## Coverversionen
Es gibt keine bekannten Coverversionen von It’s What You Value.